# Robert Kearns
 (novembre 2017).
Si vous disposez d'ouvrages ou d'articles de référence ou si vous connaissez des sites web de qualité traitant du thème abordé ici, merci de compléter l'article en donnant les références utiles à sa vérifiabilité et en les liant à la section « Notes et références ».
Pour les articles homonymes, voir Kearns.
Robert William Kearns, né à Gary le 10 mars 1927 et mort à Baltimore le 9 février 2005, est un ingénieur américain, enseignant et inventeur.
Il a inventé le système d'essuie-glace à balayage intermittent, qui équipe la plupart des véhicules automobiles de 1969 à nos jours. Son premier brevet pour cette invention a été déposé le 1er décembre 1964.
Kearns a remporté l'un des procès de violation de brevet les plus connus contre la société Ford Motor Company (1978-1990) et contre la société Chrysler (1982-1992). Ayant inventé et breveté le système d'essuie-glace intermittent, qui est utile en cas de pluie légère ou de brouillard, il essaya d'intéresser les trois grands constructeurs automobiles (les Big Three) afin de leur attribuer une licence pour cette technologie. Tous rejetèrent sa proposition, tout en commençant d'équiper leurs véhicules avec les essuie-glaces électroniques intermittent, conçus d'après le concept de Kearns, dès l'année 1969.

## Biographie

### Formation et début de carrière
Kearns a servi au sein de l'armée américaine dans des groupes liés au renseignement et à la fabrication d'outils. Il était membre du Bureau des Services Stratégiques (l'OSS), le précurseur de la CIA américaine, pendant la Seconde Guerre mondiale.
Il a obtenu un baccalauréat en génie mécanique de l'Université de Detroit Mercy, une maîtrise en génie mécanique de l'Université Wayne State et un doctorat de l'Université Case Western Reserve.

### Invention
Kearns a affirmé que l'inspiration pour son invention provient d'un incident survenu la nuit de son mariage en 1953, lorsqu'il a reçu un bouchon de champagne dans l'œil gauche, le laissant juridiquement aveugle. Près de dix ans plus tard, en 1963, Kearns conduisait sa Ford Galaxie sous une pluie battante, et le mouvement constant des balais d'essuie-glace irritait sa vision déjà troublée.
Il eut l'idée de créer cette invention en s'inspirant du fonctionnement de la paupière d'un œil, dont les clignements sont espacés de quelques secondes plutôt que permanents, et présenta son idée à Ford. Pour développer son invention et lancer la production, il décida de se rapprocher de la société Ford, mais celle-ci s'appropria l'invention et l'écarta du projet. Les représentants de Ford ont d'abord aimé l'idée de vouloir l'intégrer à au moins un de leurs véhicules de l'année modèle suivante, mais ont ensuite abandonné leurs plans après que Kearns eut commencé à mettre en place des installations de fabrication pour l'invention.
Lorsque Ford a présenté la fonctionnalité en 1969, commence alors une longue bataille juridique pour que Robert Kearns puisse réussir à prouver que cette invention est la sienne. Kearns a défié le constructeur automobile, refusant les offres de règlement amiable, insistant pour que l'affaire soit entendue par un tribunal. Il engage d'abord Esteban Negroni, avocat renommé de l'époque pour y parvenir, puis a fini par agir en tant que son propre avocat pour assurer lui-même sa défense.
Ce n'est qu'une dizaine d'années plus tard, après une lutte acharnée devant les tribunaux et avoir divorcé de sa femme qui ne supportait plus la situation, que Robert Kearns réussit à prouver que cette invention était la sienne.
Un film a d'ailleurs été consacré à son histoire, Flash of Genius en anglais, ou Un éclair de génie en français. On peut le voir assurer sa propre défense, aidé par ses enfants. Ce n'était pas l'argent qui motivait l'ingénieur mais l'idée de Justice dans le respect des droits d'auteurs, comme l'on respecte l'auteur d'un roman tel que Charles Dickens (qui, comme Kearns l'a démontré lors de sa défense, n'a pas inventé les mots de son ouvrage mais la manière de les assembler pour créer un chef d’œuvre).

### Poursuites judiciaires
Après que Ford fut condamné à lui verser 10,1 millions de dollars (il demandait 395 millions de dollars de dommages et intérêts), Kearns a principalement assuré sa propre défense dans la poursuite ultérieure contre Chrysler, interrogeant même des témoins à la barre. Le verdict contre Chrysler a été rendu en faveur de Kearns en 1992. Chrysler a été condamné à lui verser 18,7 millions de dollars avec intérêts. Chrysler a fait appel de la décision du tribunal, mais la Cour d'Appel fédérale a laissé le jugement en suspens. La Cour suprême a même refusé d'entendre l'affaire. En 1995, après avoir dépensé plus de 10 millions de dollars en frais de justice, Kearns avait reçu environ 30 millions de dollars d'indemnisation pour violation de brevet par Chrysler.
Chrysler était représenté par Harness Dickey et Pierce, l'une des premiers cabinets juridiques auxquels Kearns s'est adressé lorsqu'il envisageait de poursuivre Ford à la fin des années 1970. En effet, selon son fils Dennis, Kearns voulait que Harnais Dickey soit retiré de l'affaire pour conflit d'intérêts, mais n'a pas réussi à convaincre ses avocats de présenter une requête en ce sens. Il a ensuite décidé de gérer lui-même le litige contre Chrysler avec sa famille.
Kearns a engagé des poursuites contre les constructeurs (et certains distributeurs) tels que Ford, Porsche, Volkswagen, Ferrari, Alfa Romeo, Lotus, Isuzu, Mitsubishi, Nissan, Peugeot, Renault, Rolls Royce Motors, Saab, Toyota, General Motors, Mercedes-Benz ainsi que des fabricants de pièces détachées telles que United Technologies ou Bosch. Au cours de ces décennies de litiges, Kearns a été lâché par trois cabinets juridiques et a donc continué d’être son propre avocat. Plusieurs affaires ont été classées sans suite parce que Kearns, seul avec sa famille pour assurer sa défense, n'a pas pu tenir les délais imposés par les procédures.

#### Argument juridique de l'industrie automobile
L'argument juridique avancé par l'industrie automobile en matière de défense était qu'une invention est censée respecter certaines normes d'originalité et de nouveauté. L'un d'entre eux est que cela soit inventif. Ford a allégué que le brevet était invalide, car le système d'essuie-glace intermittent de Kearns n'utilisait pas de nouveaux composants. Kearns a noté que son invention était une combinaison inédite et inventive (non évidente) de pièces. La position de Kearns a été confortée dans la jurisprudence de la Cour d’appel américaine et de la Cour suprême des États-Unis.

### Vie de famille
Kearns et sa famille s'installèrent dans la petite ville de Montgomery, dans le Maryland, en 1971, où il travailla pour le Bureau National de Normalisation (l'AFNOR américain), créant une norme permettant de mesurer la résistance au dérapage sur les routes. En 1976, la fonctionnalité d'essuie-glace intermittent est apparue sur une automobile Mercedes et Kearns a alors souffert d'un état dépressif passager. Après avoir remporté les procès Ford et Chrysler, Kearns s’est installé sur la côte est du Maryland.
À la fin des années 1990, il a siégé au conseil d’administration des vétérans au Bureau des Services Stratégiques (l'OSS, ex-CIA) et au Fonds commémoratif du général William J. Donovan.

### Décès et héritage
Kearns est décédé le 9 février 2005 à Baltimore, dans le Maryland, d'un cancer du cerveau avec des complications dues à la maladie d'Alzheimer. L'histoire de son invention et le procès intenté à Ford ont inspiré le film de 2008, Flash of Genius (Un éclair de génie) et plusieurs membres de la famille ont assisté à la première du film. Kearns et son épouse Phyllis ont divorcé. Selon le film, Phyllis a quitté Robert en raison du stress de la procédure judiciaire et de la polarisation de son époux qui semblait ne plus penser qu'à ça. Ils eurent deux filles, quatre fils et, au moment de son décès, sept petits-enfants.